# Mycetophila sinuata
Mycetophila sinuata är en tvåvingeart som beskrevs av Freeman 1951. Mycetophila sinuata ingår i släktet Mycetophila och familjen svampmyggor. Inga underarter finns listade i Catalogue of Life.